# Entscheidungspsychologie
Die Entscheidungspsychologie beschäftigt sich mit den kognitiven Prozessen, die das Denken, das Lernen und das Entscheiden des Menschen betreffen.
Die normative Entscheidungstheorie beschreibt den Menschen als einen rational denkenden Entscheider. Dabei gilt eine Entscheidung allgemein als rational, wenn die gewählte Handlungsalternative um die gewünschten Ziele zu realisieren besser als alle anderen Alternativen erscheint (Baron, 2000). Jedoch zeigt die Forschung im Bereich der Entscheidungspsychologie, dass Menschen sich keineswegs ausschließlich im Sinne von Kosten-Nutzen-Erwägungen verhalten. Das menschliche Entscheidungsverhalten basiert nicht auf dem „Idealbild eines vollkommen rationalen Nutzen maximierenden Homo Oeconomicus“ (Gleißner und Romeike, 2012, S. 43). Bei zu treffenden Entscheidungen findet häufig kein detailliertes Abwägen der jeweiligen Vor- und Nachteile statt.
Daher sind viele Entscheidungen als nicht rational einzustufen (Shafir und LeBoeuf, 2002) und viele Rationalitätsmodelle spiegeln das tatsächliche Entscheidungsverhalten nicht realistisch wider. Somit kann das Entscheidungsverhalten eines Menschen als ein Prozess verstanden werden, in dem Rationalität nur begrenzt stattfindet.
Beispielsweise sei hier der Sunk-Cost-Effekt genannt. Darunter wird die Tatsache verstanden, dass Menschen dazu neigen, an der Handlungsalternative festzuhalten, in welche bereits mehr Geld oder Zeit investiert wurde, auch wenn deutliche Hinweise bestehen, dass die Alternative nicht funktionieren wird (Gleißner, 2003; Arkes und Ayton, 1999). Der Sunk-Cost-Effekt lässt sich durch die deskriptive Prospect Theory erklären, die beschreibt, dass objektiv kleine Wahrscheinlichkeiten überbewertet und objektiv große Wahrscheinlichkeiten unterbewertet werden (Kahneman und Tversky, 1979).
Normative Entscheidungstheorien – wie zum Beispiel das Modell des Homo Oeconomicus – vernachlässigen systematisch, dass im Entscheidungsprozess nie alle Alternativen und ihre potenziellen Konsequenzen zur Verfügung stehen.
Die Gründe sind:
- a) das Heranziehen von weiteren Informationen ist mit erheblichen Kosten verbunden,
- b) es existieren theoretisch unendlich viele Alternativen,
- c) potenzielle Konsequenzen jeder Alternative können nicht erkannt werden und
- d) es ist nicht abschätzbar, mit welcher Wahrscheinlichkeit eine Konsequenz eintritt (Gigerenzer, 2008; Gigerenzer et al., 1999).

## Entscheidungshilfen
Da in vielen Situationen die Wahrscheinlichkeit, mit der ein bestimmtes Ereignis eintreten wird, nicht bekannt ist, muss der Entscheider die Eintrittswahrscheinlichkeit schätzen. In diesem Entscheidungsprozess spielen Heuristiken eine wesentliche Rolle, was jedoch dazu führt, dass potenziell zur Entscheidung beitragende Informationen häufig nicht berücksichtigt werden. Demnach wird vielmals nicht das objektiv betrachtet beste Ergebnis, sondern ein zufriedenstellendes Ergebnis angestrebt („Satisficing Behaviour“). Im Folgenden werden die bekanntesten Heuristiken, an welche sich Menschen bei der Schätzung von Eintrittswahrscheinlichkeiten orientieren, vorgestellt: Die Verfügbarkeitsheuristik, die Ankerheuristik und die Repräsentativitätsheuristik. Heuristiken können unter bestimmten Umständen zu dramatischen Fehleinschätzungen führen, welche im Folgenden diskutiert werden.

### Verfügbarkeitsheuristik
Verfügbarkeitsheuristik: Um die Wahrscheinlichkeit eines Ereignisses einzuschätzen, muss die Häufigkeit des Auftretens bestimmt werden. Da dies jedoch für einen Menschen häufig nicht unmittelbar umsetzbar ist, müssen entscheidende Ereignisse aus dem Gedächtnis abgerufen werden. Dieser Vorgang führt zumeist zu einer Verzerrung, da Ereignisse nicht immer kognitiv verfügbar sind (Tversky und Kahneman, 1973).

### Ankerheuristik
Ankerheuristik: Im Urteilungsprozess lassen sich Menschen von einem bestimmten Anfangswert, auch bezeichnet als der Anker, leiten. Dieser wird im weiteren Entscheidungsprozess häufig nicht ausreichend angepasst, sodass ein finales Urteil in Richtung des Anfangswerts verzerrt ist (Tversky und Kahneman, 1974).

### Repräsentativitätsheuristik
Die Repräsentativitätsheuristik hilft bei der Zuordnung von bestimmten Einzelfällen zu einer übergeordneten Kategorie. Jedoch neigen Menschen dazu, die Verteilung bestimmter Merkmale in einer Masse zu vernachlässigen, während individuelle Eigenschaften umso mehr Beachtung finden (Kahneman und Tversky, 1973).
Kritik an solchen Heuristiken findet sich beispielsweise bei Dietrich Dörner (1989). Dörner beschreibt in seinem Modell des Ballistischen Entscheidungsverhalten („fire and forget“), dass Entscheidungen schnellstmöglich – wie Kanonenkugeln – abgeschossen werden. Die Auswirkungen dieser Entscheidungen werden, ähnlich wie der Flug einer Kanonenkugel, weder gesteuert noch kontrolliert. Es findet kein Hinterfragen statt. Das heißt, es wird nicht mehr nachgeprüft, ob die versprochenen Auswirkungen tatsächlich eingetreten sind (Dörner, 1989).

## Satisficing Behaviour
Unter „Satisficing Behaviour“ beschrieb Simon (1959), dass oftmals nicht die beste, sondern eine zufriedenstellende Lösung akzeptiert wird. Das vorhandene Optimierungspotenzial wird solange nicht ausgeschöpft, bis die aktuelle Situation nicht mehr tragbar ist und eine individuelle Toleranzgrenze der Entscheider überschritten wurde. Erst ab diesem Punkt wird über neue Wege, welche zu einer Steigerung des Nutzens bzw. des Ertrages führen, nachgedacht.

## Zusammenfassung
Zusammenfassend bleibt festzuhalten, dass das Ziel menschlichen Handelns auf das Erlangen von positiven Emotionen abzielt und nicht unbedingt auf abstrakte Nutzenmaximierung. Weiterhin können Individuen nur unzureichend von der Vergangenheit auf die Zukunft schließen, da Erinnerungen systematisch verzerrt sind. Zudem brauchen Menschen eine Stopp-Regel, die ihnen hilft, einen unbrauchbaren Entscheidungsprozess abzubrechen.